# Волошкевич, Георгий Зосимович
Георгий Зосимович Волошке́вич (1911—1986) — советский учёный — технолог сварки. Лауреат Ленинской премии.

## Биография
Учился в училище, с 1930 года работал электриком в Житомире и Киеве. В 1938 году окончил Киевский индустриальный институт.
С мая 1941 года работал в ИЭС АН УССР. Во время войны работал на «Уралмаше». Доктор технических наук (1963).

## Награды и премии
- два ордена «Знак Почета»
- медаль «За трудовую доблесть» (1943) — за внедрение в бронекорпусное производство автоматической сварки под флюсом
- заслуженный деятель науки УССР.
- Сталинская премия третьей степени (1948) — за коренное усовершенствование технологии производства котлов железнодорожных цистерн
- Ленинская премия (1957) — за создание и внедрение в тяжелое машиностроение электрошлаковой сварки.

## Сочинения
- Конструирование изделий с соединениями, выполняемыми электрошлаковой сваркой. / Канд. техн. наук, лауреат Ленинской премии. Г. З. Волошкевич. - М.: ЦБНТИ тяжелого машиностроения, 1958
- Электрошлаковая сварка кольцевых швов. / Г. З. Волошкевич, д-р техн. наук, И. И. Сущук-Слюсаренко, И. И. Лычко, кандидаты техн. наук ; АН УССР. Ин-т электросварки им. Е. О. Патона. - Киев: УкрНИИНТИ, 1972